# Gemini Man
Gemini Man ist ein US-amerikanischer Science-Fiction-Action-Thriller von Ang Lee, der am 3. Oktober 2019 in die deutschen und am 11. Oktober 2019 in die US-amerikanischen Kinos kam. Der Film mit Will Smith in einer Doppelrolle, Mary Elizabeth Winstead und Clive Owen wird den Kinos in verschiedenen Versionen angeboten, darunter auch in einem neuartigen 3D-Verfahren, genannt 3D+, bei dem die „Kopie“ aus einem ursprünglich mit 120 Bildern pro Sekunde erstellten Master generiert wird.

## Handlung
Der in die Jahre gekommene renommierte Auftragskiller Henry Brogan steht kurz vor dem Ruhestand, als er einen Auftrag bekommt, bei dem er einen vermeintlichen Terroristen in einem fahrenden Zug erschießt. Nach diesem nur knapp erfolgreich ausgeführten Auftrag informiert er seinen Kontaktmann, dass er sich zur Ruhe setzen wird. Seine Auftraggeber im Geheimdienst wollen ihn deshalb ausschalten. Nachdem einige Anschläge auf Brogan scheitern, wird sein 25 Jahre jüngerer Klon Junior auf ihn angesetzt, der die gleichen Stärken, aber auch Schwächen besitzt. Schließlich arbeiten aber beide zusammen, um den Drahtzieher der Mordaufträge, Clay Verris, zu fassen zu bekommen. Dieser hat einen weiteren Klon kreiert, der zum Schluss nur mit vereinter Anstrengung ausgeschaltet werden kann. Junior kann nun die Schule besuchen und sinnt darüber nach, welches Fach er studieren soll.

## Produktion
Regie führte der mehrfach mit einem Oscar ausgezeichnete taiwanisch-US-amerikanische Filmemacher Ang Lee. Das endgültige Drehbuch schrieben Billy Ray, Darren Lemke und David Benioff.
Die Hauptrolle von Henry Brogan übernahm Will Smith, der auch dessen Klon spielt und für diese Rolle durch den Gebrauch von Motion Capture und CGI digital verjüngt wurde. Smith fungierte neben Jerry Bruckheimer, David Ellison (Skydance Media), Dana Goldberg und Don Granger auch als einer der Produzenten des Films. In weiteren Rollen sind Mary Elizabeth Winstead, Clive Owen, Benedict Wong und Douglas Hodge zu sehen.
Die Dreharbeiten wurden am 27. Februar 2018 begonnen. Neben den Origo Studios im ungarischen Budapest entstanden die Aufnahmen in Cartagena, Kolumbien, und in Glennville und Savannah, Georgia. Als Kameramann fungierte Dion Beebe, der bei der Oscarverleihung 2006 für Die Geisha mit einem Oscar ausgezeichnet wurde. Gedreht wurde in 3D mit 120 Bildern pro Sekunde (frames per second, fps), in die Kinos kam der Film u. a. als HFR 3D (High Frame Rate 3D) mit sowohl 120 fps als auch mit 60 fps. Paramount vertreibt Gemini Man in einer Reihe von Versionen, darunter 2D 4K 24 fps als zweidimensionalen Standard bzw. 3D 2K 60 fps für das Abspiel mit aktuellen Kinoprojektoren, dazu 3D 2K 120 fps für Dolby Cinema. In Kooperation mit dem Unternehmen Christie RealLaser wurde zudem eine 3D-4K-120-fps-Version gemastert, die bei der Premiere im TCL Chinese Theatre und in ausgewählten Kinos in Asien gezeigt werden soll. Eine 24-fps-Version in 3D wird nicht angeboten. Dieses neuartige 3D-Verfahren mit höherer Bildrate läuft unter dem Logo 3D+. Dafür wurden modifizierte ARRI-Alexa-Kameras, welche auf Stereotec-3D-Rigs montiert waren, genutzt.
Nachdem ursprünglich Marco Beltrami die Filmmusik hätte komponieren sollen, wurde im Juni 2019 bekannt, dass Lorne Balfe dessen Arbeit übernehmen würde. Der Soundtrack, der insgesamt 17 Musikstücke umfasst, wurde am 11. Oktober 2019 von Paramount Music veröffentlicht und eine Woche später auf CD von La-La Land Records.
Im April 2019 wurde ein erster Trailer vorgestellt. Der Film erschien am 3. Oktober 2019 in den deutschen und am 11. Oktober 2019 in den US-amerikanischen Kinos. Am 13. August 2020 wurde er in das Programm von Amazon Prime aufgenommen.

## Rezeption

### Altersfreigabe
In den USA wurde der Film von der MPAA als PG-13 eingestuft. In Deutschland wurde der Film von der FSK ab 12 Jahren freigegeben.

### Kritiken und Einspielergebnis
Insgesamt stieß der Film auf eher negative Kritiken. Die Rezensionssammlung Rotten Tomatoes listet 322 Kritiken, von denen lediglich 27 Prozent positiv ausfallen. Die Durchschnittsbewertung liegt bei 4,7 von 10 Punkten. In der Zusammenfassung werden Gemini Man „beeindruckende Bilder“ und „einige starke Darstellungen“ attestiert, die allerdings durch „eine frustrierend unterdurchschnittliche Handlung hoffnungslos untergraben“ werden.
Philipp Stadelmaier von der Süddeutschen Zeitung schreibt, oft komme es einem vor, als sei man in einem Live-Egoshooter unterwegs, wenn die Kamera die Perspektive der Figuren einnimmt: „Das ist amerikanische Kriegskultur im Zeitalter der Virtualität, wie in einem Videospiel.“ Ang Lee verleihe seinen Figuren, den digitalen wie den nichtdigitalen, eine Seele, bleibe sensibel für die Zartheit von Will Smiths Gesicht und seiner Junior-Version, und so entstehe die eigentliche Schönheit dieses Films aus der Menschlichkeit und der Zerbrechlichkeit der Krieger und ihrer Spiegelbilder, so Stadelmaier weiter.
Frank Schnelle von epd Film schreibt, Tiefe erreiche der Film, der einer Leistungsschau des im 3D-Geschäft aktuell Möglichen gleichkomme, nicht, und in visueller Hinsicht wirke das neuartige High-Framerate-Verfahren mit 60 statt 24 Bildern pro Sekunde sogar wie ein Rückschritt: „Die Optik ist näher am Video als am Kino: scharf, aber klinisch, flimmerfrei, aber steril.“ Das seit über 20 Jahren in Hollywood kursierende Skript begnüge sich zudem mit einer äußerst simplen, inzwischen kaum noch zeitgemäßen Konstruktion, die obendrein wenig Wert auf innere Logik lege, so Schnelle weiter: „In Zeiten cleverer Killerkost wie John Wick oder Killing Eve ist das einfach zu wenig.“
Die weltweiten Einnahmen des Films aus Kinovorführungen belaufen sich auf 172,6 Millionen US-Dollar. Der Branchendienst Deadline Hollywood errechnete unter Einbeziehung aller Einnahmen und Aufwendungen einen geschätzten Gesamtverlust von rund 111 Millionen US-Dollar für Paramount. In Deutschland verzeichnete der Film 606.276 Besucher.

### Auszeichnungen
National Film & TV Awards 2019
- Nominierung als Beste Produzenten (Jerry Bruckheimer, David Ellison, Dana Goldberg & Don Granger)[21]

Saturn Awards 2021
- Nominierung als Bester Science-Fiction-Film

Visual Effects Society Awards 2020
- Nominierung in der Kategorie Visuelle Effekte in einem fotorealistischen Spielfilm (Bill Westenhofer, Karen Murphy-Mundell, Guy Williams, Sheldon Stopsack und Mark Hawker)
- Nominierung in der Kategorie Visuelle Effekte bei einer animierten Figur in einem fotorealistischen Spielfilm („Junior“; Paul Story, Stuart Adcock, Emiliano Padovani und Marco Revelant)[22]

## Synchronisation
Die deutsche Synchronisation entstand nach einem Dialogbuch und der Dialogregie von Klaus Hüttmann im Auftrag der Berliner Synchron GmbH Wenzel Lüdecke.
| Darsteller              | Synchronsprecher      | Rolle                      |
| ----------------------- | --------------------- | -------------------------- |
| Will Smith              | Jan Odle              | Henry Brogan/Junior Verris |
| Mary Elizabeth Winstead | Gundi Eberhard        | Danny Zakarewski           |
| Clive Owen              | Tom Vogt              | Clay Verris                |
| Benedict Wong           | Lutz Schnell          | Baron                      |
| Douglas Hodge           | Uwe Büschken          | Jack Willis                |
| Ralph Brown             | Erich Räuker          | Del Patterson              |
| Linda Emond             | Katarina Tomaschewsky | Janet Lassiter             |
| Ilia Volok              | Michael Iwannek       | Yuri Kovacs                |
| E. J. Bonilla           | Nico Mamone           | Marino                     |
| Alexandra Szucs         | Victoria Sturm        | Aniko                      |
| Jeff J.J. Authors       | Stephan Baumecker     | Felix                      |
| Diego Adonye            | Asad Schwarz          | Henrys Vater               |
| Fernanda Dorogi         | Josefin Hagen         | junge Mutter               |
| Theodora Miranne        | Lea Faßbender         | Kitty                      |
| Daniel Salyers          | Tom Raczko            | Pattersons Sohn            |
| Tony Scott              | Thomas Schmuckert     | High School-Rektor         |